# Vinculaspis lepagei
Vinculaspis lepagei är en insektsart som först beskrevs av Filippo Silvestri 1939.  Vinculaspis lepagei ingår i släktet Vinculaspis och familjen pansarsköldlöss. Inga underarter finns listade i Catalogue of Life.